# سبيروس كلادوكاس
سبيروس كلادوكاس (باليونانية: Σπύρος Κλαδούχας)‏ (مواليد 11 أكتوبر 1980) هو ملاكم يوناني، مثّل بلاده في الألعاب الأولمبية الصيفية 2004.

## روابط خارجية
سبيروس كلادوكاس على موقع أوليمبيديا (الإنجليزية)